# Potok (gmina Nazarje)
Potok – wieś w Słowenii, w gminie Nazarje. W 2018 roku liczyła 132 mieszkańców.